# Seznam dílů seriálu Vychovávat Hope
Toto je seznam dílů seriálu Vychovávat Hope. Americký komediální seriál Vychovávat Hope vysílala od 21. září 2010 do 4. dubna 2014 televize Fox. Celkově tak vznikly čtyři řady, každá po 22 dílech. V Česku byl seriál premiérově uveden v letech 2011–2014 na stanici HBO.

## Přehled řad
| Řada | Díly | Premiéra v USA     | Premiéra v USA  | Premiéra v ČR | Premiéra v ČR    |
| Řada | Díly | První díl          | Poslední díl    | První díl     | Poslední díl     |
| ---- | ---- | ------------------ | --------------- | ------------- | ---------------- |
| 1    | 22   | 21. září 2010      | 17. května 2011 | 1. února 2011 | 28. června 2011  |
| 2    | 22   | 20. září 2011      | 17. dubna 2012  | 7. února 2012 | 3. července 2012 |
| 3    | 22   | 2. října 2012      | 28. března 2013 | 5. února 2013 | 25. června 2013  |
| 4    | 22   | 15. listopadu 2013 | 4. dubna 2014   | 4. února 2014 | 1. července 2014 |

## Seznam dílů

### První řada (2010–2011)
| Č. v seriálu | Č. v řadě | Původní název                 | Český název                                              | Režie           | Scénář                     | Premiéra v USA     | Premiéra v ČR   | Prod. kód |
| ------------ | --------- | ----------------------------- | -------------------------------------------------------- | --------------- | -------------------------- | ------------------ | --------------- | --------- |
| 1            | 1         | Pilot                         | Pilot                                                    | Michael Fresco  | Greg Garcia                | 21. září 2010      | 1. února 2011   | 1ARY79    |
| 2            | 2         | Dead Tooth                    | Mrtvý zub Mrtvozubka (Disney+)                           | Michael Fresco  | Greg Garcia                | 28. září 2010      | 8. února 2011   | 1ARY01    |
| 3            | 3         | Dream Hoarders                | Nevzdávej se svého snu Hromadiči snů (Disney+)           | Michael Fresco  | Ralph Greene               | 5. října 2010      | 15. února 2011  | 1ARY02    |
| 4            | 4         | Say Cheese                    | Řekněte „sýr“ Úsměv prosím (Disney+)                     | Eyal Gordin     | Greg Garcia                | 12. října 2010     | 22. února 2011  | 1ARY03    |
| 5            | 5         | Happy Halloween               | Veselý Halloween Šťastný Halloween (Disney+)             | Greg Garcia     | Dan Coscino                | 26. října 2010     | 1. března 2011  | 1ARY06    |
| 6            | 6         | Family Secrets                | Rodinná tajemství                                        | Randall Einhorn | Bobby Bowman               | 26. října 2010     | 8. března 2011  | 1ARY04    |
| 7            | 7         | The Sniffles                  | Rýma                                                     | Eyal Gordin     | Mike Mariano               | 9. listopadu 2010  | 15. března 2011 | 1ARY05    |
| 8            | 8         | Blue Dots                     | Modré tečky Modré puntíky (Disney+)                      | Eyal Gordin     | Liz Astrof                 | 16. listopadu 2010 | 22. března 2011 | 1ARY07    |
| 9            | 9         | Meet the Grandparents         | Díkůvzdání Seznamte se s prarodiči (Disney+)             | Jace Alexander  | Elijah Aron, Jordan Young  | 23. listopadu 2010 | 29. března 2011 | 1ARY08    |
| 10           | 10        | Burt Rocks                    | Kývání Rocková hvězda Burt (Disney+)                     | Jace Alexander  | Alan Kirschenbaum          | 30. listopadu 2010 | 5. dubna 2011   | 1ARY10    |
| 11           | 11        | Toy Story                     | Příběh hraček                                            | Michael Fresco  | Bobby Bowman               | 7. prosince 2010   | 12. dubna 2011  | 1ARY09    |
| 12           | 12        | Romeo and Romeo               | Romeo a Romeo                                            | Eyal Gordin     | Ralph Greene, Tim Stack    | 8. února 2011      | 19. dubna 2011  | 1ARY13    |
| 13           | 13        | A Germ of a Story             | O původu bakterií Příběh bakterií (Disney+)              | Phil Traill     | Tim Stack                  | 15. února 2011     | 26. dubna 2011  | 1ARY11    |
| 14           | 14        | What Up, Cuz?                 | Otravná sestřenice Jak to jde, sestřenko? (Disney+)      | Rebecca Asher   | Bobby Bowman               | 22. února 2011     | 3. května 2011  | 1ARY12    |
| 15           | 15        | Snip Snip                     | Šmik, šmik                                               | Chris Koch      | Mike Mariano               | 1. března 2011     | 10. května 2011 | 1ARY17    |
| 16           | 16        | The Cultish Personality       | Sekta Kultovní osobnost (Disney+)                        | Phil Traill     | Matthew W. Thompson        | 8. března 2011     | 17. května 2011 | 1ARY14    |
| 17           | 17        | Mongooses                     | Mangusty                                                 | Eyal Gordin     | Bobby Bowman               | 15. března 2011    | 24. května 2011 | 1ARY15    |
| 18           | 18        | Cheaters                      | Nevěra Podvodníci (Disney+)                              | Dan Attias      | Elijah Aron, Jordan Young  | 19. dubna 2011     | 31. května 2011 | 1ARY16    |
| 19           | 19        | Sleep Training                | Nechat vybrečet a usnout Nácvik usínání (Disney+)        | Eyal Gordin     | Bobby Bowman, Sean Conaway | 26. dubna 2011     | 7. června 2011  | 1ARY19    |
| 20           | 20        | Everybody Flirts... Sometimes | Každý někdy flirtuje Každý flirtuje... občas (Disney+)   | Jerry Levine    | Christine Zander           | 3. května 2011     | 14. června 2011 | 1ARY18    |
| 21           | 21        | Baby Monitor                  | Chůvička Dětská chůvička (Disney+)                       | Eyal Gordin     | Bobby Bowman               | 10. května 2011    | 21. června 2011 | 1ARY21    |
| 22           | 22        | Don't Vote for This Episode   | Jak to všechno začalo Pro tento díl nehlasujte (Disney+) | Greg Garcia     | Greg Garcia                | 17. května 2011    | 28. června 2011 | 1ARY20    |

### Druhá řada (2011–2012)
| Č. v seriálu | Č. v řadě | Původní název                                                | Český název                                                       | Režie              | Scénář                               | Premiéra v USA     | Premiéra v ČR    | Prod. kód |
| ------------ | --------- | ------------------------------------------------------------ | ----------------------------------------------------------------- | ------------------ | ------------------------------------ | ------------------ | ---------------- | --------- |
| 23           | 1         | Prodigy                                                      | Zázračné dítě                                                     | Eyal Gordin        | Christine Zander                     | 20. září 2011      | 7. února 2012    | 2ARY02    |
| 24           | 2         | Sabrina Has Money                                            | Sabrina je v balíku Sabrina je ve vatě (Disney+)                  | Troy Miller        | Michael Pennie                       | 27. září 2011      | 14. února 2012   | 2ARY03    |
| 25           | 3         | Kidnapped                                                    | Únos                                                              | Mike Mariano       | Elijah Aron, Jordan Young            | 4. října 2011      | 21. února 2012   | 2ARY01    |
| 26           | 4         | Henderson, Nevada-Adjacent Baby! Henderson, Nevada-Adjacent! | Svatba Henderson v Nevadě, zlato! Henderson v Nevadě! (Disney+)   | Dan Attias         | Alan Kirschenbaum, Mike Mariano      | 5. října 2011      | 28. února 2012   | 2ARY05    |
| 27           | 5         | Killer Hope                                                  | Smrtonosná Hope Zabiják Hope (Disney+)                            | Michael Fresco     | Ralph Greene, Tim Stack              | 1. listopadu 2011  | 6. března 2012   | 2ARY06    |
| 28           | 6         | Jimmy and the Kid                                            | Trevor Jimmy a kluk (Disney+)                                     | Eyal Gordin        | Bobby Bowman                         | 8. listopadu 2011  | 13. března 2012  | 2ARY04    |
| 29           | 7         | Burt's Parents                                               | Burtovi rodiče                                                    | Eyal Gordin        | Sean Conaway                         | 15. listopadu 2011 | 20. března 2012  | 2ARY07    |
| 30           | 8         | Bro-gurt                                                     | Chlapogurt Bráchogurt (Disney+)                                   | Mike Mariano       | Michael Pennie                       | 29. listopadu 2011 | 27. března 2012  | 2ARY08    |
| 31           | 9         | The Men of New Natesville                                    | Násilník Muži v New Natesville (Disney+)                          | Michael Fresco     | Matthew W. Thompson                  | 6. prosince 2011   | 3. dubna 2012    | 2ARY09    |
| 32           | 10        | It's a Hopeful Life                                          | Život bez Hope Život je nadějný (Disney+)                         | Tucker Gates       | Ralph Greene, Tim Stack              | 13. prosince 2011  | 10. dubna 2012   | 2ARY11    |
| 33           | 11        | Mrs. Smartypants                                             | Geniální dítě Pan chytrolín (Disney+)                             | Eyal Gordin        | Alan Kirschenbaum, Mike Mariano      | 17. ledna 2012     | 17. dubna 2012   | 2ARY13    |
| 34           | 12        | Gambling Again                                               | Varuj se hazardu Návrat k hazardu (Disney+)                       | Rebecca Asher      | Deweyne LaMar Lee                    | 31. ledna 2012     | 24. dubna 2012   | 2ARY10    |
| 35           | 13        | Tarot Cards                                                  | Tarotové karty                                                    | Lee Shallat Chemel | Amy Hubbs                            | 7. února 2012      | 1. května 2012   | 2ARY12    |
| 36           | 14        | Jimmy's Fake Girlfriend                                      | Jimmyho vymyšlená přítelkyně Jimmyho falešná přítelkyně (Disney+) | Rebecca Asher      | Bobby Bowman                         | 14. února 2012     | 8. května 2012   | 2ARY14    |
| 37           | 15        | Sheer Madness                                                | Čiré šílenství Naprosté šílenství (Disney+)                       | Phil Traill        | námět: Josh Wolf scénář: Greg Garcia | 21. února 2012     | 15. května 2012  | 2ARY16    |
| 38           | 16        | Single White Female Role Model                               | Tři přání Vzor svobodné bělošky (Disney+)                         | Eyal Gordin        | Bobby Bowman                         | 6. března 2012     | 22. května 2012  | 2ARY19    |
| 39           | 17        | Spanks Butt, No Spanks                                       | Bít či nebít? naplácat, nebo nenaplácat (Disney+)                 | Rebecca Asher      | Michael Pennie                       | 13. března 2012    | 29. května 2012  | 2ARY18    |
| 40           | 18        | Poking Holes in the Story                                    | Zásady bezpečného sexu Díry v příběhu (Disney+)                   | Eyal Gordin        | Matthew W. Thompson                  | 20. března 2012    | 5. června 2012   | 2ARY15    |
| 41           | 19        | Hogging All the Glory                                        | Sláva nade vše Království za prase (Disney+)                      | Mike Mariano       | Mike Mariano                         | 27. března 2012    | 12. června 2012  | 2ARY20    |
| 42           | 20        | Sabrina's New Jimmy                                          | Záloha za Jimmyho Sabrinin nový Jimmy (Disney+)                   | Matt Shakman       | Elijah Aron, Jordan Young            | 3. dubna 2012      | 19. června 2012  | 2ARY17    |
| 43           | 21        | Inside Probe (Part 1)                                        | Pohled zblízka Vnitřní šetření (Disney+)                          | Greg Garcia        | Alan Kirschenbaum, Tim Stack         | 10. dubna 2012     | 26. června 2012  | 2ARY22    |
| 44           | 22        | I Want My Baby Back, Baby Back, Baby Back (Part 2)           | Vraťte mi moje dítě Chci svého broučka zpátky (Disney+)           | Eyal Gordin        | Bobby Bowman                         | 17. dubna 2012     | 3. července 2012 | 2ARY21    |

### Třetí řada (2012–2013)
| Č. v seriálu | Č. v řadě | Původní název                                      | Český název                                                                       | Režie              | Scénář                         | Premiéra v USA     | Premiéra v ČR   | Prod. kód |
| ------------ | --------- | -------------------------------------------------- | --------------------------------------------------------------------------------- | ------------------ | ------------------------------ | ------------------ | --------------- | --------- |
| 45           | 1         | Not Indecent, But Not Quite Decent Enough Proposal | Vhodná a nevhodná žádost o ruku Ne neslušný, ale ne zrovna slušný návrh (Disney+) | Greg Garcia        | Greg Garcia                    | 2. října 2012      | 5. února 2013   | 3ARY01    |
| 46           | 2         | Throw Maw Maw from the House (Part 1)              | Odvést babču z domu (část první) Vyhodit Babču z domu – 1. část (Disney+)         | Eyal Gordin        | Greg Garcia, Fred Shafferman   | 9. října 2012      | 12. února 2013  | 3ARY02    |
| 47           | 3         | Throw Maw Maw from the House (Part 2)              | Odvést babču z domu (část druhá) Vyhodit Babču z domu – 2. část (Disney+)         | Eyal Gordin        | Elijah Aron, Jordan Young      | 16. října 2012     | 19. února 2013  | 3ARY03    |
| 48           | 4         | If a Ham Falls in the Woods                        | Když v lese spadne šunka Když v lese spadne šunka... (Disney+)                    | Eyal Gordin        | Mark Stegemann                 | 23. října 2012     | 26. února 2013  | 3ARY05    |
| 49           | 5         | Don't Ask, Don't Tell Me What To Do                | Neptej se a neříkej mi, co mám dělat                                              | Eyal Gordin        | Matthew W. Thompson            | 30. října 2012     | 5. března 2013  | 3ARY07    |
| 50           | 6         | What Up, Bro?                                      | Ahoj, brácho Jak to jde, brácho? (Disney+)                                        | Mike Mariano       | Mike Mariano                   | 13. listopadu 2012 | 12. března 2013 | 3ARY04    |
| 51           | 7         | Candy Wars                                         | Cukrová válka Války sladkostí (Disney+)                                           | Michael Fresco     | Ralph Greene, Fred Schafferman | 20. listopadu 2012 | 19. března 2013 | 3ARY09    |
| 52           | 8         | The Walk for the Runs                              | Dobročinný pochod Pochod za běhavku (Disney+)                                     | Rebecca Asher      | Joey Gutierrez                 | 27. listopadu 2012 | 26. března 2013 | 3ARY06    |
| 53           | 9         | Squeak Means Squeak                                | Úchylná veverka Písk znamená písk (Disney+)                                       | Lee Shallat Chemel | Stephnie Weir                  | 4. prosince 2012   | 2. dubna 2013   | 3ARY10    |
| 54           | 10        | The Last Christmas                                 | Poslední Vánoce                                                                   | Greg Garcia        | Greg Garcia                    | 11. prosince 2012  | 9. dubna 2013   | 3ARY08    |
| 55           | 11        | Credit Where Credit is Due                         | Vytloukat klín klínem Čas splatit dluh (Disney+)                                  | Eyal Gordin        | Paul A. Kaplan, Mark Torgove   | 8. ledna 2013      | 16. dubna 2013  | 3ARY11    |
| 56           | 12        | Lord of the Ring                                   | Pán prstenů Pán prstenu (Disney+)                                                 | Dan Attias         | Timothy Stack                  | 15. ledna 2013     | 23. dubna 2013  | 3ARY12    |
| 57           | 13        | What Happens at Howdy's Doesn't Stay at Howdy's    | Co se stane u Howdyho, nezůstane u Howdyho                                        | Eyal Gordin        | Gina Gari                      | 22. ledna 2013     | 30. dubna 2013  | 3ARY13    |
| 58           | 14        | Modern Wedding                                     | Taková normální svatba Taková moderní svatba (Disney+)                            | Rebecca Asher      | Sean Conaway                   | 29. ledna 2013     | 7. května 2013  | 3ARY14    |
| 59           | 15        | Yo Zappa Do (Part 1)                               | Yo Zappa Do (část první) Yo Zappa Do: 1. část (Disney+)                           | Eyal Gordin        | Amy Hubbs                      | 29. ledna 2013     | 14. května 2013 | 3ARY15    |
| 60           | 16        | Yo Zappa Do (Part 2)                               | Yo Zappa Do (část druhá) Yo Zappa Do: 2. část (Disney+)                           | Lee Shallat Chemel | Jordan Young, Elijah Aron      | 5. února 2013      | 21. května 2013 | 3ARY16    |
| 61           | 17        | Sex, Clown and Videotape                           | Sex, klaun a video Sex, klaun a videokazeta (Disney+)                             | Rebecca Asher      | Deweyne LaMar Lee              | 5. února 2013      | 28. května 2013 | 3ARY17    |
| 62           | 18        | Arbor Daze                                         | Den stromů Omráčení stromy (Disney+)                                              | Eyal Gordin        | Ralph Greene, Timothy Stack    | 19. února 2013     | 4. června 2013  | 3ARY18    |
| 63           | 19        | Making the Band                                    | Kapela pro děti Kapela (Disney+)                                                  | Mike Mariano       | Sean Conaway                   | 26. února 2013     | 11. června 2013 | 3ARY19    |
| 64           | 20        | The Old Girl                                       | Velká holka Stará holka (Disney+)                                                 | Eyal Gordin        | Joey Gutierrez                 | 26. února 2013     | 18. června 2013 | 3ARY20    |
| 65           | 21        | Burt Mitzvah – The Musical                         | Burt Micva: Muzikál Burt micva – muzikál (Disney+)                                | Eyal Gordin        | Paul A. Kaplan, Mark Torgove   | 28. března 2013    | 25. června 2013 | 3ARY21    |
| 66           | 22        | Mother's Day                                       | Den matek                                                                         | Rick Kelly         | Greg Garcia                    | 28. března 2013    | 25. června 2013 | 3ARY22    |

### Čtvrtá řada (2013–2014)
| Č. v seriálu | Č. v řadě | Původní název                  | Český název                                                           | Režie               | Scénář                             | Premiéra v USA     | Premiéra v ČR    | Prod. kód |
| ------------ | --------- | ------------------------------ | --------------------------------------------------------------------- | ------------------- | ---------------------------------- | ------------------ | ---------------- | --------- |
| 67           | 1         | Déjà Vu Man                    | Pan Déjà Vu Toho jsme tady už viděli (Disney+)                        | Mike Mariano        | Mike Mariano                       | 15. listopadu 2013 | 4. února 2014    | 4ARY01    |
| 68           | 2         | Burt Bucks                     | Burtovy bartěry Burtovy babky (Disney+)                               | Rebecca Asher       | Joey Gutierrez                     | 15. listopadu 2013 | 11. února 2014   | 4ARY02    |
| 69           | 3         | Ship Happens                   | Dovolená na lodi Výlet (Disney+)                                      | David Katzenberg    | Sean Conaway                       | 22. listopadu 2013 | 18. února 2014   | 4ARY03    |
| 70           | 4         | Hi-Def                         | Vysoké rozlišení                                                      | Mike Mariano        | Matthew W. Thompson                | 22. listopadu 2013 | 25. února 2014   | 3ARY24    |
| 71           | 5         | Extreme Howdy's Makeover       | Zbrusu nový a lepší Howdy Howdyho supermaket v novém kabátě (Disney+) | Jay Karas           | Matthew W. Thompson                | 29. listopadu 2013 | 4. března 2014   | 4ARY05    |
| 72           | 6         | Adoption                       | Adopce Osvojení (Disney+)                                             | Rebecca Asher       | Elijah Aron, Jordan Young          | 29. listopadu 2013 | 11. března 2014  | 4ARY04    |
| 73           | 7         | Murder, She Hoped              | To je vražda, doufala                                                 | Rebecca Asher       | Audra Sielaff, Becky Mann          | 6. prosince 2013   | 18. března 2014  | 4ARY08    |
| 74           | 8         | Dysfunction Function           | Funkční dysfunkce Funkce dysfunkce (Disney+)                          | Rick Kelly          | Mark Stegemann                     | 6. prosince 2013   | 25. března 2014  | 4ARY07    |
| 75           | 9         | The Chance Who Stole Christmas | Chance, který ukradl Vánoce                                           | Mike Mariano        | Dave Holstein                      | 13. prosince 2013  | 1. dubna 2014    | 4ARY10    |
| 76           | 10        | Bee Story                      | Včelí příběh Příběh včel (Disney+)                                    | Ken Whittingham     | Mark Torgove, Paul A. Kaplan       | 13. prosince 2013  | 8. dubna 2014    | 4ARY06    |
| 77           | 11        | Hey There, Delilah             | Delilah se vrací Nazdárek, Delilo (Disney+)                           | Jeffrey Walker      | Timothy Stack                      | 10. ledna 2014     | 15. dubna 2014   | 4ARY09    |
| 78           | 12        | Hot Dish                       | Kuchařská soutěž Teplé jídlo (Disney+)                                | Rebecca Asher       | Kevin Henderson                    | 17. ledna 2014     | 22. dubna 2014   | 4ARY11    |
| 79           | 13        | Thrilla in Natesvilla          | Jak na vztahy Napětí v Natesville (Disney+)                           | Rick Kelly          | Shelly Gossman                     | 24. ledna 2014     | 29. dubna 2014   | 4ARY12    |
| 80           | 14        | The Road to Natesville         | Borci z Natesvillu Cesta do Natesville (Disney+)                      | Rebecca Asher       | Mark Stegemann                     | 31. ledna 2014     | 6. května 2014   | 3ARY23    |
| 81           | 15        | Anniversary Ball               | Oslava na plný koule Výroční ples (Disney+)                           | Timothy Stack       | Mike Mariano                       | 7. února 2014      | 13. května 2014  | 4ARY13    |
| 82           | 16        | The One Where They Get High    | Jak kouřili trávu Jak se sjeli (Disney+)                              | Victor Nelli mladší | Joey Gutierrez                     | 28. února 2014     | 20. května 2014  | 4ARY14    |
| 83           | 17        | Baby Phat                      | Odtučňovací kúra Rekreace (Disney+)                                   | Garret Dillahunt    | Mark Stegemann                     | 7. března 2014     | 27. května 2014  | 4ARY15    |
| 84           | 18        | Dinner With Tropes             | Pracovní večeře Večeře se šéfovou (Disney+)                           | Rebecca Asher       | Mark Torgove, Paul A. Kaplan       | 14. března 2014    | 3. června 2014   | 4ARY16    |
| 85           | 19        | Para-Natesville Activity       | Para-Natesville Activity Paranatesvilleské aktivity (Disney+)         | Melissa Kosar       | Jordan Young, Elijah Aron          | 21. března 2014    | 10. června 2014  | 4ARY17    |
| 86           | 20        | Man's Best Friend              | Nejlepší přítel člověka                                               | Richie Keen         | Ralph Greene                       | 28. března 2014    | 17. června 2014  | 4ARY18    |
| 87           | 21        | How I Met Your Mullet          | Jak jsem našel svoji vášeň Jak jsem poznal tvého Mulleta (Disney+)    | Rick Kelly          | Timothy Stack, Matthew W. Thompson | 4. dubna 2014      | 24. června 2014  | 4ARY19    |
| 88           | 22        | The Father Daughter Dance      | Svatební tanec Tanec otce s dcerou (Disney+)                          | Mike Mariano        | Mike Mariano                       | 4. dubna 2014      | 1. července 2014 | 4ARY20    |